# Diaspora ormiańska

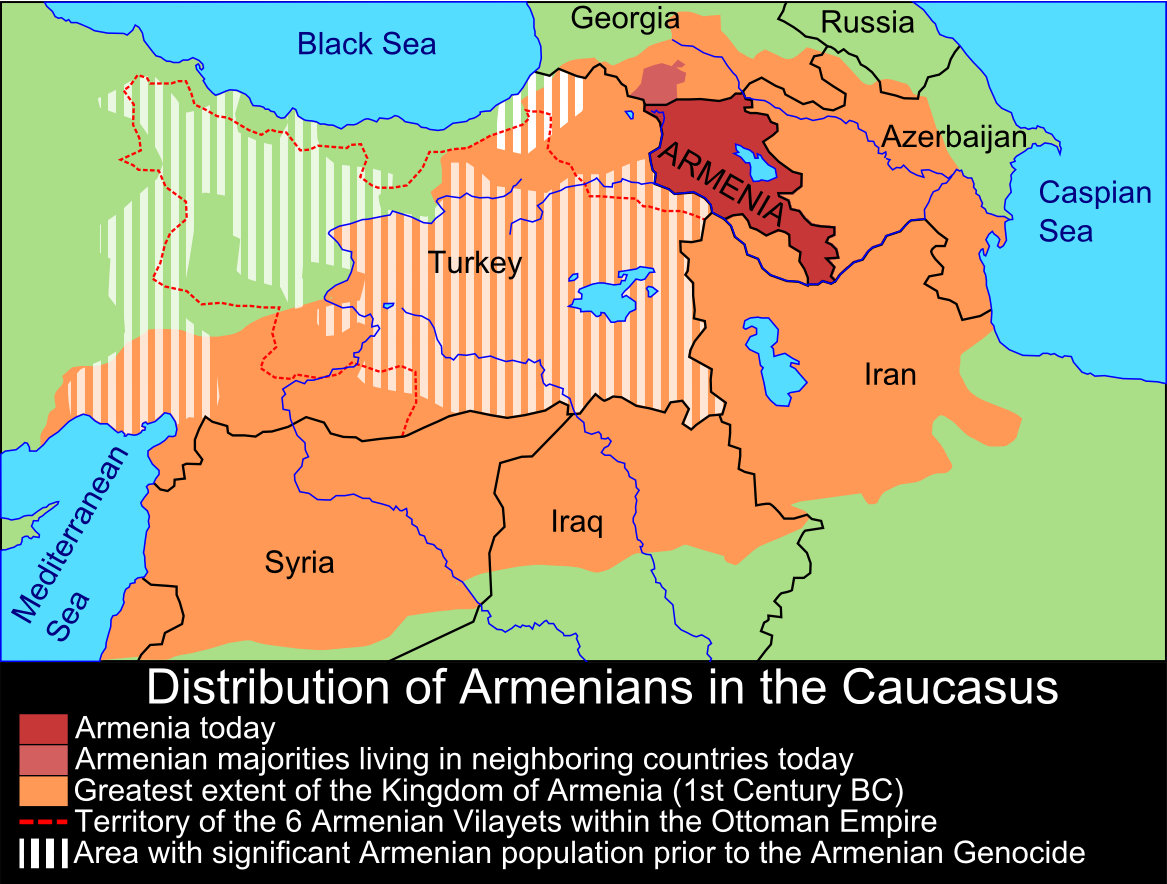
Historyczne rozmieszczenie Ormian na Kaukazie

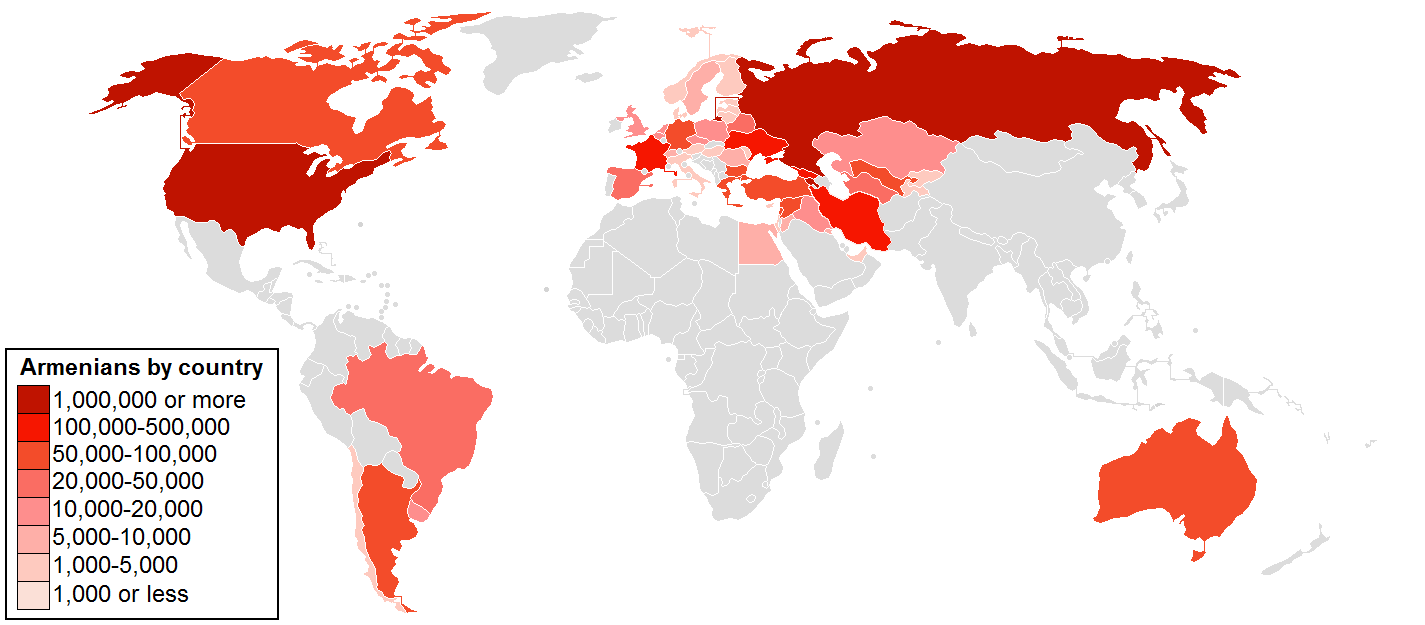
Diaspora Ormian na świecie

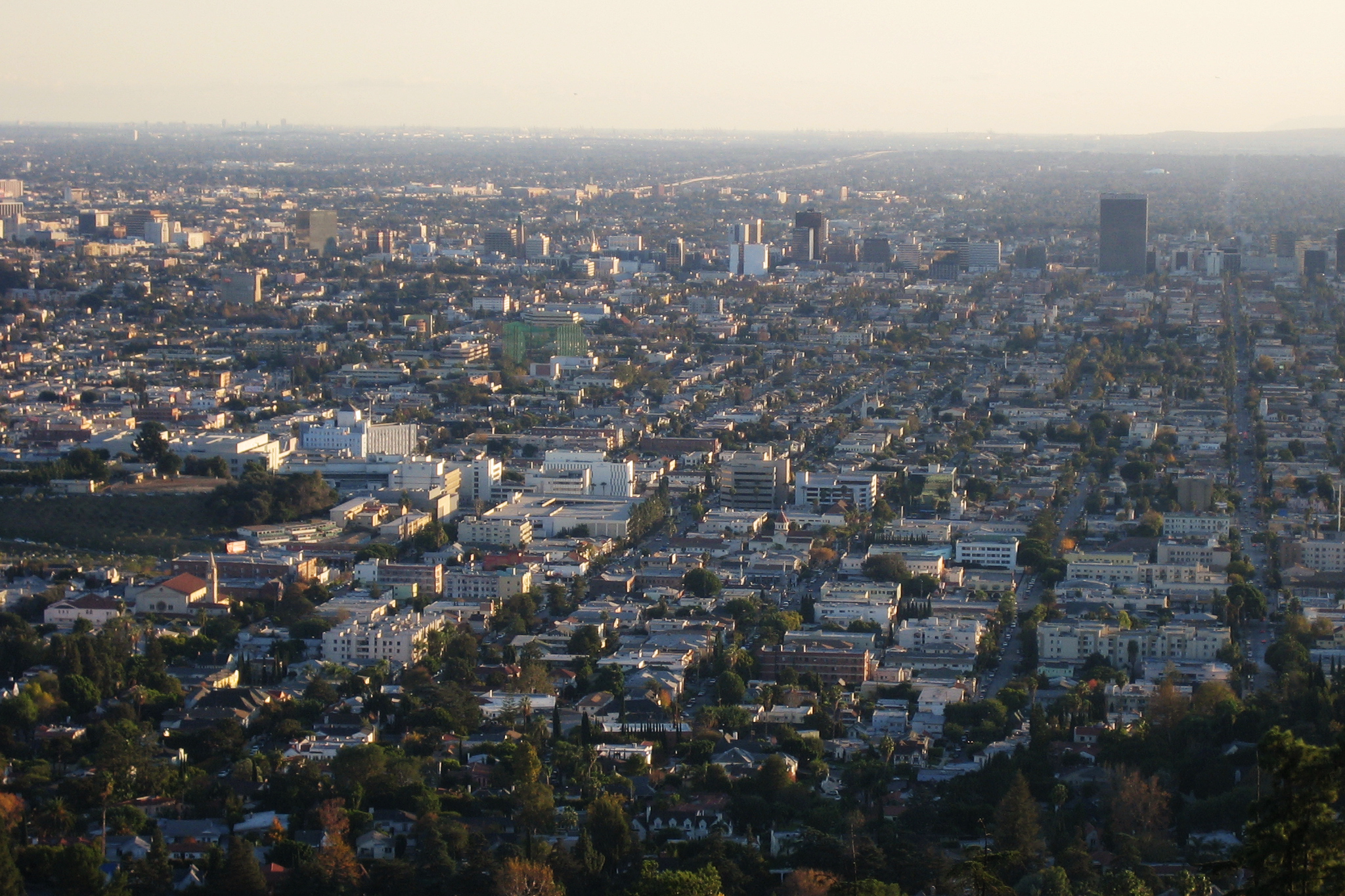
Little Armenia – zamieszkana przez Ormian dzielnica Los Angeles

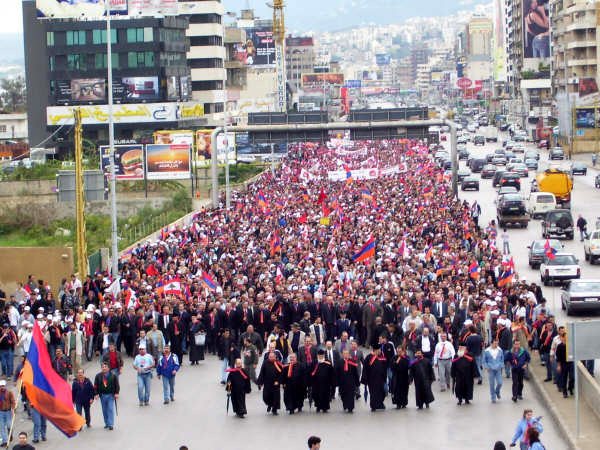
Marsz 10 000 Ormian w Libanie w rocznicę ludobójstwa

Diaspora ormiańska (orm. Հայկական Սփիւռք) – współczesna diaspora ormiańska ukształtowana po I wojnie światowej jako rezultat Ludobójstwa Ormian, które było centralnie zaplanowaną przez władze tureckie eksterminacją autochtonicznej ludności ormiańskiej na terenie Imperium Osmańskiego w okresie I wojny światowej.
Ormianie, którzy przeżyli ludobójstwo rozproszyli się po świecie (około 500 tys. osób) tworząc wspólnoty ormiańskie daleko od swojej ojczyzny. W wyniku przyrostu naturalnego liczba Ormian w diasporze, którzy wywodzą swoje pochodzenie od Ormian, którzy uciekli i przeżyli ludobójstwo, wynosi kilka milionów. Od rozpadu Związku Sowieckiego w 1991 roku, w wyniku trudności ekonomicznych w nowo powstałej Armenii kolejny milion Ormian dołączył do diaspory.
Obecnie określenie diaspora ormiańska odnosi się do grup Ormian żyjących poza granicami Armenii, graniczącego z Armenią regionu Javakhk w sąsiedniej Gruzji, Górskiego Karabachu oraz zachodniej części Azerbejdżanu okupowanego przez wojska armeńskie (od 1994 r.).
Według szacunków liczba Ormian żyjących na świecie wynosi 11 milionów osób z czego około 3 mln 300 tys. żyje w Armenii, 140 tys. w nieuznawanej na arenie międzynarodowej Republice Górskiego Karabachu i 120 tys. w regionie Javakhk w Gruzji. We wszystkich trzech wymienionych obszarach Ormianie są ludnością autochtoniczną stanowiąc bezwzględną większość.
Pozostałe 7 milionów Ormian żyje w diasporze z największą populacją w: (odpowiednio) Rosji, USA, Francji, Argentynie, Libanie, Syrii, Iranie, Kanadzie, Ukrainie, Grecji i w Australii.
Jedynie jedna trzecia światowej populacji Ormian żyje na ziemiach historycznej Armenii, które przed I wojną światową stanowiły, przez ponad 3000 lat, siedzibę narodową Ormian. Obszar historycznej Armenii jest sześć razy większy niż terytorium zajmowane przez Republikę Armenii. Armenia właściwa obejmuje: Zachodnią Armenię (obecnie wschodnie regiony Turcji), północny Iran, region Samcche-Dżawachetii w południowej Gruzji oraz Górski Karabach i Nachiczewańską Republikę Autonomiczną stanowiące de iure części Azerbejdżanu.